# Сирен, Йохан
Йохан Сигфрид Сире́н (швед. Johan Sigfrid Sirén; 27 мая 1889, Юлихярмя, Великое княжество Финляндское — 5 марта 1961 Хельсинки, Финляндия) — финский архитектор шведского происхождения.
В двадцатых годах XX века считался ведущим представителем неоклассицизма, позднее ощущается влияние функционализма.
В 1931 году получил диплом архитектора.
С 1931 по 1949 год был председателем финской ассоциации торговли произведениями искусства.
С 1931 по 1957 год работал профессором архитектуры в Техническом университете Хельсинки.

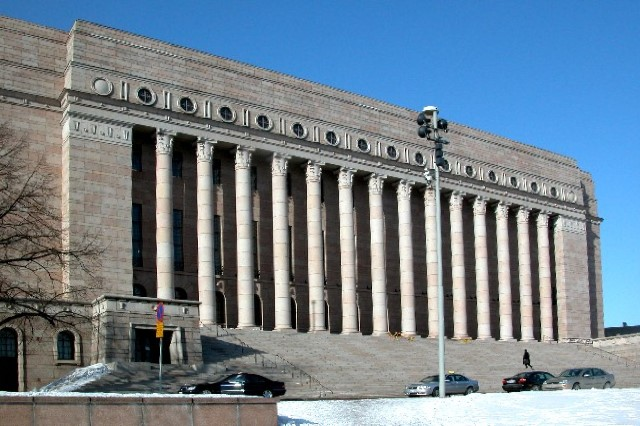
Эдускунта (финский парламент), архитектор Йохан Сирен (1931)